# 조한 (영화)
《조한》(영어: You Don't Mess with the Zohan)은 2008년 미국에서 제작된 데니스 두건 감독의 풍자 액션 코미디 영화이다. 애덤 샌들러, 존 터투로, 에마뉘엘 슈리키 등이 출연하였고, 잭 지어러퓨토 등이 제작에 참여하였다.

## 줄거리
이스라엘 대테러 특공 대원이며 초인간인 "조한"은 이스라엘의 끝없는 분쟁에 지쳐있으며 미용사가 되길 꿈꾼다. 조한은 팔레스타인 과격 분자이며 역시 초인간인 숙적 "팬텀"과 싸움 중에 죽음을 위장한다.
뉴욕으로 건너간 조한은 중동 이민자들이 모인 로어맨해튼에서 팔레스타인계 달리아가 운영하는 미용실에 취직한다. 조한의 미용 재능이 만개하면서 달리아는 임차료를 낼 수 있게 되고, 세입자들을 전부 매수해 쇼핑몰을 세우려고 하는 그랜트 월브리지는 신경을 곤두세운다.
팔레스타인계 택시 기사 살림이 조한을 알아보고, 조한이 살아있다는 소식은 헤즈볼라와 암만에 있던 팬텀에게 전해진다. 팬텀은 조한을 끝장내기 위해 찾아오지만 마침 월브리지에게서 사주를 받은 백인 우월주의자들이 동네를 파괴하자 조한과 팬텀이 힘을 합쳐 이들을 무찌른다.
이후 이스라엘계와 팔레스타인계가 힘을 합쳐 이웃을 재건하고 공동 소유 쇼핑몰을 세운다. 달리아와 결혼한 조한은 함께 미용실을 연다.

## 출연진
- 애덤 샌들러
- 존 터투로
- 에마뉘엘 슈리키
- 닉 스워드슨
- 레이니 커잰
- 롭 슈나이더
- 이도 모세리
- 마이클 버퍼
- 샬럿 레이
- 데이브 매슈스
- 사이이드 바드리야
- 케빈 닐런
- 로버트 스마이글
- 디나 도론
- 셸리 버먼
- 앨릭 마파
- 무사 크레이시

카메오 출연
- 배리 리빙스턴
- 크리스 록
- 데니스 두건
- 머라이어 케리
- 존 매킨로
- 조지 다케이
- 에드먼드 린덱
- 케빈 제임스
- 재키 샌들러
- 세이디 샌들러
- 헨리 윙클러

## 기타 제작진
- 공동 제작: 케빈 그레이디
- 라인 제작: 가디 레비
- 협력 제작: 대릴 캐스, 주디트 몰, 앨드릭 라울리 포터
- 배역: 세라 헤일리 핀, 랜디 힐러
- 미술: 페리 앤덜린 블레이크
- 세트: 로널드 R. 리스
- 의상: 엘런 러터